# Pierre Rey (Schriftsteller)

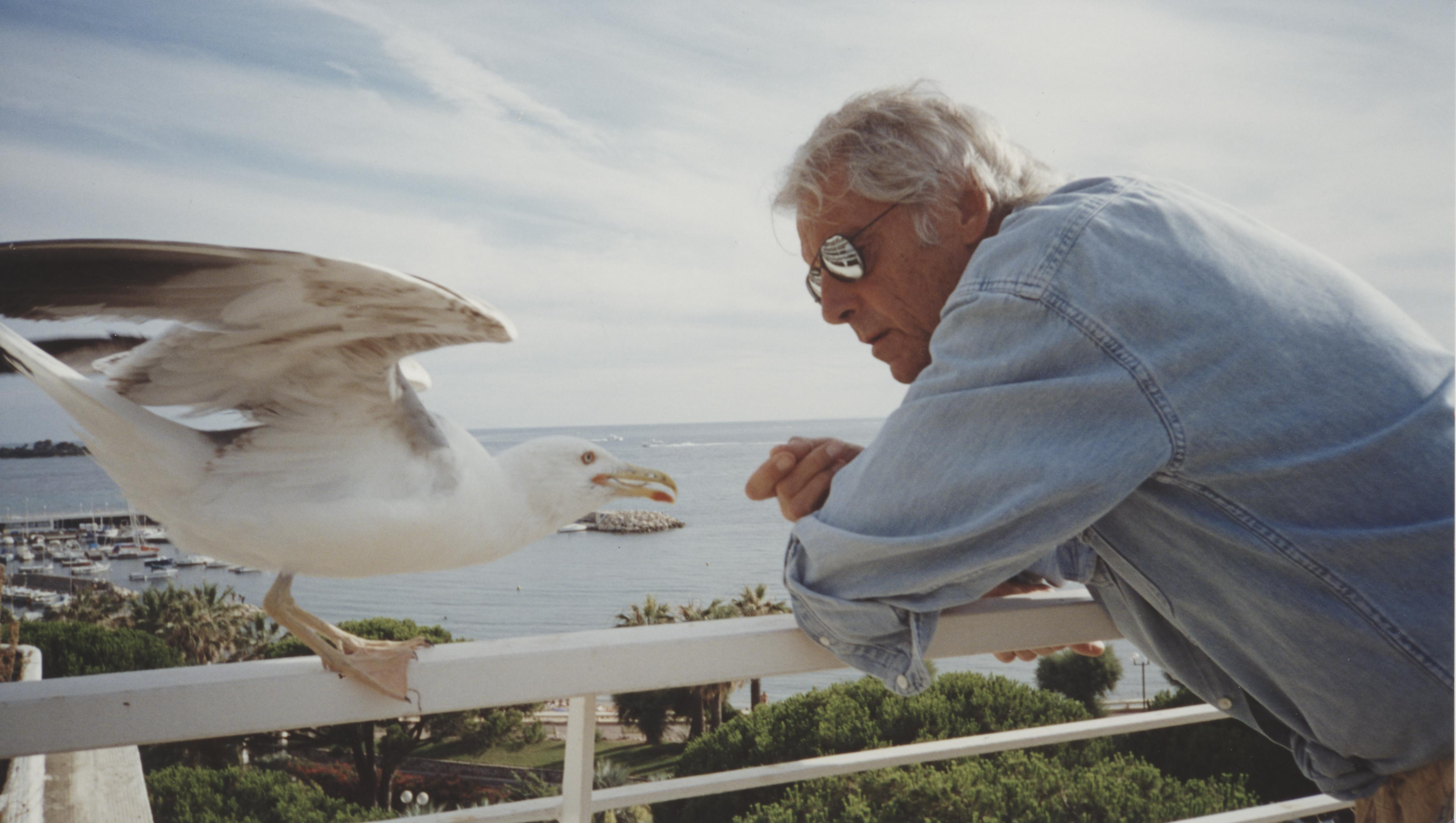
Pierre Rey

Pierre Rey (* 27. April 1930 in Bédarrides bei Avignon; † 22. Juli 2006 in Paris) war ein französischer Journalist und Schriftsteller.

## Leben
Ursprünglich war Pierre Rey Bildender Künstler. Seine Zeichnungen erschienen in fast allen großen französischen Zeitungen und Zeitschriften. Doch schon bald trat seine  Schreibbegabung in den Vordergrund, und er begleitete die Pariser gesellschaftlichen Ereignisse als Journalist: 1959 bei Paris-Presse, ab 1963 bei Paris-Jour. 1963 erhielt er den Prix de la Chronique parisienne,  1965 wurde er zunächst Chefredakteur, später Direktor von Marie Claire. Im Jahre 1973 beschloss er endgültig, Schriftsteller zu werden.
Gut befreundet mit vielen Hollywood-Stars und Pariser Berühmtheiten, thematisierte Rey in zahlreichen seiner Bücher Glanz und Elend dieser Welt. Gleich sein erster Roman Der Grieche (1973) über den griechischen Reeder und Milliardär Aristoteles Onassis und dessen stürmische Beziehung mit der Opernsängerin Maria Callas wurde ein millionenfach verkaufter Bestseller. Es folgten: La veuve (Die Witwe) (1976), Out (1977), Palm Beach (1979), Sunset (1988).
1969 begann Rey eine  Psychoanalyse bei Jacques Lacan. Über seine zehnjähriger Analyse legte er 1989 sein Buch Une saison chez Lacan (Eine Saison bei Lacan) vor. „Die Analyse hat mich umgekrempelt“, sagte Rey, der seine Bestseller schrieb, um Lacans Honorar  zahlen zu können.
Es folgten weitere Romane: Bleu Ritz (1990), Liouba (1992), Le rocher (Der Fels) (1995), dann L’ombre du paradis (Schatten im Paradies) (2001) – erneut ein Bestseller. Als Kosmopolit war Rey ständig zwischen Hollywood, Dublin, Rom und Paris unterwegs, was er mit „Mein Zuhause ist die Air France“ kommentierte.
Über sein Leben sagte er:

„J’ai vécu chaque jour de ma vie comme si j’allais mourir dans 5 minutes“

Rey war mit der Schauspielerin Pascale Roberts (geb. Marie-Josée Maud Roberts-Walsain-Laurent (* 21. Oktober 1930)) verheiratet und hatte zwei Kinder aus seinen verschiedenen Beziehungen.

## Werke (Auswahl)
- Der Grieche („Le grec“, 1973). Ullstein, Frankfurt/M. 1994, ISBN 3-548-23481-X (Romanbiographie über Aristoteles Onassis).
- Die Witwe („La veuve“, 1976). Ullstein, Frankfurt/M. 1995, ISBN 3-548-23573-5 (Romanbiographie über Jacqueline Kennedy).
- Der Gnom von Zürich („Out“, 1977). Moewwig Verlag, Rastatt 1986, ISBN 3-8118-2166-0 (thematisiert den Einfluss der New Yorker Mafia auf Schweizer Banken).
- Der Palast. Roman eines Fürstenhauses („Le rocher“, 1995). Herbig Verlag, München 1996, ISBN 3-7766-1928-7 (Roman über die Familie Grimaldi).
- Der Russe. Roman („Liouba“, 1992). Econ-Taschenbuchverlag, Düsseldorf 1995, ISBN 3-612-27170-9 (thematisiert die Lage von Dissidenten 1991 in Moskau).
- Die Wolken zu küssen. Roman einer ungewöhnlichen Beziehung. Bastei-Lübbe Verlag, Bergisch Gladbach 1992, ISBN 3-404-11859-6.
- Palm Beach. Roman. Laffont, Paris 1979, ISBN 2-221-00341-1[2].
- Sunset. Roman („Sunset“, 1988). Heyne, München 1992, ISBN 3-453-05664-7.
- Eine Saison bei Lacan („Une saison chez Lacan“,1989). Passagen-Verlag, Wien 1995, ISBN 3-85165-175-8 (thematisiert Reys Erfahrung mit der Psychoanalyse).
- Bleu Ritz. Roman. Laffont, Paris 1990, ISBN 2-221-06666-9[2].
- L’ombre du paradis. Gallimard, Paris 2001, ISBN 2-07-030469-8[2].